# Mels Dees
Mels Werner Dees (Terneuzen, 1966) is een Nederlandse uitgever, journalist, schrijver, dirigent en pianist.

## Opleiding
Dees groeide op in een muzikaal gezin en kreeg de eerste pianolessen van zijn vader. Hij studeerde aanvankelijk piano aan het Conservatorium van Maastricht. Later studeerde hij ook orkestdirectie, onder meer in Düsseldorf en Wenen. Hij kreeg les van de dirigenten Anton Kersjes, Bruno Weil en Cergio Celibidache. Dees onderhield nauw contact met Roland Kieft, toen nog actief als dirigent. In juli 2017 rondde Dees een studie Wijsbegeerte af aan de Universiteit Utrecht. Zijn Bachelor-scriptie had de titel 'Inspiratie: (Gods)geschenk of aandoening?

## Dirigent en pianist
Mels Dees had zijn eerste professionele engagements als dirigent en pianist van het Düsseldorfer Schauspielhaus en bij het Notabu Ensemble in diezelfde stad. Vanaf 1993 leidde hij de muziekproductie Éloge de la Biere, met de Franse acteur Ronny Coutteure. De muziek voor deze productie werd geschreven door Gérard Jouannest, onder meer bekend als componist van Jacques Brel en Juliette Gréco. Éloge werd onder meer gespeeld tijdens het theaterfestival van Avignon. Dees reisde drie jaar met het ensemble door Frankrijk, maar hij combineerde dit met freelance opdrachten als pianist en begeleider bij het Limburgs Symfonie Orkest, de Toneelacademie Maastricht en het conservatorium in die stad.
In 1996 volgde een aanstelling als begeleider bij het Landestheater Innsbruck, vanaf 1997 was Dees er ook dirigent en hoofd van de muzikale staf. Hij is er tevens als acteur actief. In datzelfde jaar was hij tevens repetitor bij De Nederlandse Opera en begeleidde hij zangers van het Internationaal Opera Centrum Nederland tijdens het Grachtenfestival.
In 1999 stapte Dees over naar de Wiener Volksoper, waar hij onder meer werkte als dirigent en als plaatsvervanger van chef-dirigent Asher Fish.

## Journalist en schrijver
In Wenen begon Mels Dees als freelancer te schrijven voor Nederlandse kranten, met name voor de Provinciale Zeeuwse Courant, waarvoor hij de wekelijkse zaterdagrubriek "Berichten uit Wenen" verzorgde In augustus 2000 maakte hij de overstap naar de functie van redacteur bij het blad PC Dealer van uitgever VNU. Later werd de uitgave omgedoopt tot CRN, waarvan Dees hoofdredacteur werd. In 2004 combineerde hij die taak met het interim hoofdredacteurschap van Computable, een vakblad voor ICT-professionals van Nederland. 
In december 2004 werd Dees hoofdredacteur van het weekblad Panorama, in 2006 combineerde hij dat met de functie van launching editor van het populairwetenschappelijk maandblad Triv'.
In juni 2007 keerde Dees terug naar de IT-journalistiek, door hoofdredacteur en uitgever te worden van de titels Automatisering Gids, Informatie, IT-Infra (aanvankelijk IT-Beheer genoemd) en IT Management Select. Ook was hij launching editor van het blad Good Magazine, over maatschappelijk bewust ondernemen. In 2010 begon Dees als uitgever en hoofdredacteur van de titels Vastgoedmarkt en VGM Real Estate, twee titels uit het bouwcluster van Sdu Uitgevers. In december 2014 werd hij aangesteld als hoofdredacteur van Nieuwsblad Transport.
Als freelancer schreef en schrijft Dees voor De Groene Amsterdammer, NIW, Adformatie, InCT, Cobouw, Penthouse, de Architect, Computer Idee en CBM. Hij was columnist voor verschillende (online) uitgaven, waaronder het Nederlandse Medianetwerk. Dees had enige tijd een vaste rubriek in Hifi Video Test. 
In 2005 verscheen het eerste kinderboek van Mels Dees, de Staart van de Maan.
In 2013 startte Mels Dees met de studie Wijsbegeerte aan de Universiteit Utrecht en rondde die in 2017 af. Hij maakte enige jaren deel uit van de redactie van het tijdschrift De Filosoof, de faculteitsuitgave van de faculteit Wijsbegeerte.
Thans is Mels Dees hoofdredacteur van het vakblad Nieuwsblad Transport.
- International Standard Name Identifier: 0000 0000 7298 3158
- Library of Congress Control Number: no2009190902
- Nederlandse Thesaurus van Auteursnamen: 308214196
- Union List of Artist Names: 500567447
- Virtual International Authority File: 103091290
- WorldCat: E39PBJvt4H3qHmT3pBHJRyyTpP